# Jeunesse au Rwanda

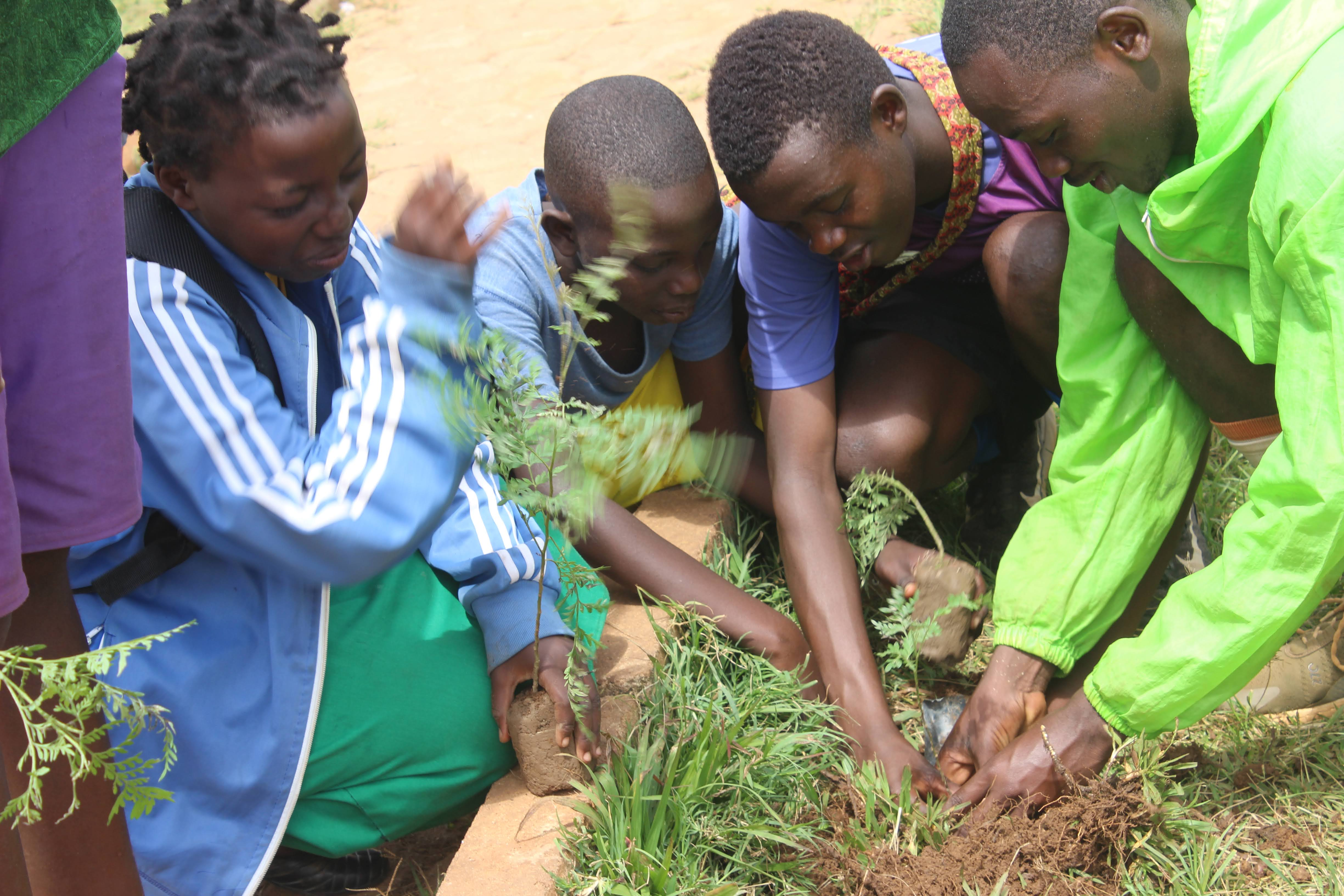
Jeunes plantant des arbres au Rwanda (2023).

La jeunesse au Rwanda constitue 40 % de la population en 2012, soit 4,1 millions de jeunes. 62% de la population est agée de moins de 25 ans, et près de 41% a moins de 15 ans. Les jeunes du XXIe siècle étaient encore de jeunes enfants ou pas encore nés au moment du génocide des Tutsis au Rwanda : c'est pourquoi Paul Kagame désigne cette génération sous le nom de « nouveau Rwanda », allusion à l'époque post-génocidaire. 

## Histoire

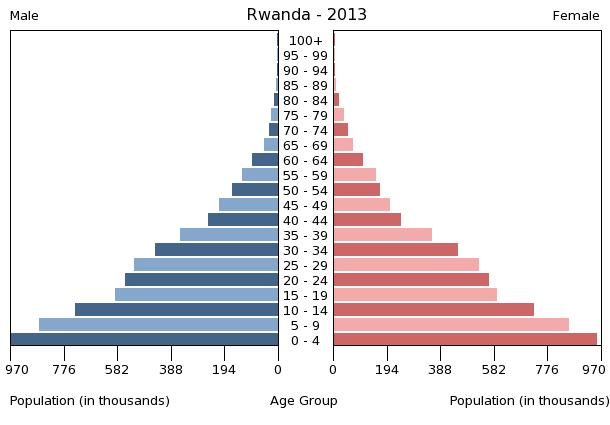
Pyramide des âges de 2013 au Rwanda

Traditionnellement, les âges au Rwanda sont perçus comme une rupture entre l'enfance et l'âge adulte, et non comme une continuité, ce qui peut expliquer, d'après l'anthropologue Danielle de Lame, la rareté des études consacrées à cette classe d'âge dans les sociétés africaines. L'exclusion des jeunes, pour l'anthropologue John Abbink, est due à l'autoritarisme colonial ainsi qu'à la bureaucratie africaine, les jeunes tendent ainsi à estimer que les générations plus âgées les ont abandonnés.

### 1990-2010
En 1994, pendant le génocide des Tutsis, des enfants sont tués, d'autres sont traumatisés. Certains enfants s'enrôlent dans des milices de la République démocratique du Congo (RDC), d'autres dans l'Armée patriotique rwandaise. 
Un écart important s'est créé entre la jeunesse privilégiée (notamment à Kigali) anglophone, et les autres, exclus. Plusieurs mesures excluent les plus pauvres. En 2011, le système de bourse est supprimé (auparavant, les chances d'en obtenir une étaient maigres). L'agriculture est envisagée pour les étudiants ne pouvant poursuivre leurs études, mais du fait d'une réforme, seules les terres de plus d'un hectare font l'objet de succession, ce qui concerne 10 % de la population. La plupart des jeunes, ne pouvant hériter, effectuent un travail journalier. Les jeunes femmes tendent à moins donner naissance : trois enfants maximum par couple. 
La jeunesse est qualifiée d'orpheline par Danielle de Lame, qui évoque un clivage entre les « jeunes » et les « vieux ». 

### Premières années
D'après un rapport de l'UNICEF, la jeunesse et notamment les enfants sont toujours touchés par la pauvreté du pays, rural à 75 % et où 39 % vit sous le seuil de pauvreté et 16 % dans l'extrême pauvreté. 50 enfants sur 1 000 meurent avant l'âge de cinq ans, et 75 % d'entre eux avant un mois. Malgré la pratique de la vaccination, les enfants malades ne reçoivent pas toujours les soins nécessaires. 38 % des enfants souffrent de malnutrition. L'accès à l'eau et à l'hygiène ne concerne qu'une partie de la population. Moins de 13 % des enfants sont scolarisés, il existe un écart entre le milieu urbain et le milieu rural. De plus, 67 % des enfants sont enregistrés à la naissance (ce qui est indispensable pour disposer de papiers d'identité). 

### Âge d'être scolarisé
Presque tous les enfants (98 %) vont à l'école primaire, mais seule la moitié d'entre eux dispose des connaissances suffisantes. Garçons et filles sont autant scolarisés, mais en cas d'échec scolaire, un garçon aura tendance à redoubler là où une fille abandonnera l'école. 

### Adolescence
La discipline sévère et la violence domestique sont des pratiques courantes. Ainsi, la moitié des enfants et des jeunes a vécu de la violence (physique, psychique, sexuelle) avant l'âge de dix-huit ans. Seuls 35 % des jeunes de dix-huit ans vont à l'école secondaire. Les jeunes sont davantage atteints par le VIH que les adultes.

## Ministère de la jeunesse
Au Rwanda, la Ministre de la Jeunesse est Rosemary Mbabazi depuis 2017. En 2005, un rapport de ce ministère évoque le traumatisme et les conséquences humaines, matérielles et environnementales du génocide des Tutsis comme centraux. La jeunesse y est qualifiée de « force motrice indispensable ». Les problèmes spécifiques aux jeunes (le VIH et le SIDA, l'accès à l'emploi...) sont présentés et des projets politiques sont destinés à les résoudre.

## La jeunesse pendant le génocide
L'autrice Chantal Umuraza publie un témoignage, intitulé Une jeunesse rwandaise, sur le génocide des Tutsis : elle est alors âgée de dix-neuf ans. Elle y évoque sa vie d'avant, pendant et après le génocide. Elle a vécu dans plusieurs lieux ruraux, notamment la commune de Nshili, près d'une rivière de même nom. Fille d'un juge, elle est élevée par son père et par des tantes car sa mère est morte. Elle est scolarisée et entre au lycée en 1990, à l'époque des premiers troubles. Elle raconte les « cent jours », qui commencent lorsqu'elle reçoit des menaces de morts, les Tutsis sont qualifiés de serpents (un terme qui revient dans le témoignage d'Uwimbabazi). Son ethnie n'avait pas d'importance à ses yeux, elle s'identifiait comme Rwandaise (« Ndi umunyarwanda », je suis Rwandaise). Son écrit est un travail mémoriel, qui retrace aussi la vie post génocidaire, où elle finit par retrouver la tranquillité, et où elle témoigne. Elle écrit : 
« Nous nous rappelons. Que pendant les massacres, la communauté internationale ne voulait pas reconnaître qu'il y avait un génocide au Rwanda ! Que le mois d'avril 1994, une partie de la population au Rwanda a été exterminée sous l'œil du monde entier ! »
Jeanne Uwimbabazi, autre survivante dont les parents, les deux sœurs et la nièce sont morts, témoigne aussi du génocide : elle était âgée de seize ans en 1994. De 1990 à 1994, un contexte de haine envers les Tutsis lui fait prendre conscience du danger d'être membre de ce groupe. La famille de Jeanne Uwimbabazi est attaquée par des Interahamwe (milices d'extrémistes Hutus), le père est tué et les autres membres fuient. Jeanne Uwimbabazi les perd de vue en fuyant, puis se cache chez une femme qui ment aux soldats pour la protéger. Ensuite, elle se rend à l'École technique officielle (ETO) où sont des casques bleus de l'ONU. Le 11 avril, les militaires évacuent les Européens et partent. Après le départ, les militaires des Forces armées rwandaises encerclent l'école, puis emmènent les réfugiés sur un terrain avant de tirer, puis demandent aux milices de tuer les survivants à la machette. Jeanne Uwimbabazi réussit à s'enfuir, mais des hommes reviennent et lui sectionnes les tendons d'Achille, et tuent d'autres personnes dont un enfant de quatre ans. Elle est finalement sauvée par des militaires du Front patriotique rwandais et transférée dans un hôtel de Kigali. 